# Marco Hélvio Blasião
Marco Hélvio Blasião (em latim: Marcus Helvius Blasio) foi um magistrado romano da gente patrícia dos Hélvios e conhecido por seu papel na Revolta Ibérica de 197-195 a.C.. Foi edil curul em 198 a.C. e pretor da Hispânia Ulterior nos dois anos seguintes.

## Carreira
Durante todo seu mandato na Hispânia, Blasião enfrentou os revoltosos sem muito sucesso. A revolta iniciou em 197 a.C. nos territórios dos reis Culcas, que comandava dezessete cidades, e Luxínio, além das cidades de Carmo, Bardo, Malaca, Sexi e toda a Betúria. Ao término de seu mandato, que não foi prorrogado, precisou permanecer na região por mais um ano por causa de uma grave enfermidade. 
Quando decidiu voltar, recebeu do novo pretor, Ápio Cláudio Nero, uma escolta de 6 000 soldados. Durante a viagem, foi atacado por 20 000 celtiberos perto de Iliturgi, mas conseguiu derrotá-los infligindo aos inimigos cerca de 12 000 baixas. A cidade de Iliturgi foi ocupada pelos romanos e, segundo Valério Antias, esta vitória valeu a Hélvio uma ovação, concedida pelo Senado Romano (por ter lutado na província de um outro pretor, ele não pôde receber um triunfo). Em 194 a.C., Hélvio foi um dos triúnviros ("triumviri coloniis deducendi") que fundaram a colônia romana de Siponto, na Apúlia.

## Bibliografía
- Malcovati, H. (1955). Oratorum romanorum fragmenta liberae rei publicae (em inglês). Turin: Paravia
- Martínez Gázquez, José (1992). La campaña de Catón en Hispania (em espanhol) 1974 ed. Barcelona: Universidad de Barcelona. Publicaciones y Ediciones. ISBN 84-7875-980-8